# Eremogone fendleri
Eremogone fendleri là loài thực vật có hoa thuộc họ Cẩm chướng. Loài này được (A.Gray) Ikonn. mô tả khoa học đầu tiên năm 1973.